# Chrysasura punctatissima
Chrysasura punctatissima är en fjärilsart som beskrevs av Rothschild 1913. Chrysasura punctatissima ingår i släktet Chrysasura och familjen björnspinnare. Inga underarter finns listade i Catalogue of Life.